# Democrazia è Libertà – La Margherita
Democrazia è Libertà – La Margherita (kurz DL oder Margherita; deutsch „Demokratie ist Freiheit – Die Margerite“) war eine italienische Partei der politischen Mitte (oder linken Mitte), die von 2002 bis 2007 bestand. Zuvor existierte sie bereits als Wahlbündnis. Sie vereinte christdemokratische und christsoziale, sozialliberale und sozialdemokratische Strömungen und war entschieden pro-europäisch.
La Margherita entstand durch Fusion der drei Vorgängerparteien Partito Popolare Italiano (PPI), I Democratici und Rinnovamento Italiano (RI). Sie gehörte dem breiten Mitte-links-Bündnis L’Ulivo an und war ab 2006 an der Regierung beteiligt. Führungspersonen der Margherita waren Francesco Rutelli (Vorsitzender der Partei), Franco Marini (Senatspräsident 2006–08), Enzo Bianco und Arturo Parisi. Romano Prodi (Ministerpräsident 2006–08) stand der Partei nahe, war aber kein Mitglied.
Im Oktober 2007 verschmolz La Margherita mit den Democratici di Sinistra und weiteren, kleineren Parteien des Mitte-links-Spektrums zur neuen Partito Democratico (PD).

## Vorgeschichte

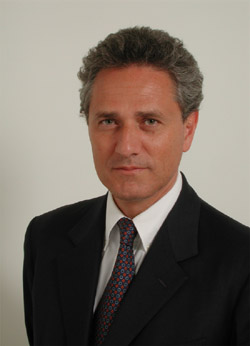
Francesco Rutelli (2001)

Ein Großteil der späteren Margherita-Politiker hatte ihre politische Karriere bei der Democrazia Cristiana (DC) begonnen, die die politische Landschaft Italiens nach dem Zweiten Weltkrieg dominierte, bis sie ab 1992 aufgrund des durch die Mani pulite-Ermittlungen zutage getretenen Korruptionsskandals Tangentopoli zerfiel. Die DC benannte sich 1994 in Partito Popolare Italiano (PPI) um, dieser verblieb jedoch nur ein Bruchteil der Mitglieder und Wähler der einstigen DC, vorwiegend der eher christsoziale Arbeitnehmerflügel. Andere Margherita-Mitglieder hatten eine grüne (so der Vorsitzende Rutelli), sozialistische, sozialdemokratische, liberale oder republikanische (d. h. linksliberale) Vergangenheit.
Ab 1995 gehörten die Vorläuferparteien der Margherita dem von Romano Prodi initiierten Bündnis L’Ulivo an, das aus Parteien der bürgerlichen Mitte und gemäßigten Linken bestand, die eine Gegnerschaft zu Silvio Berlusconi und seinem Rechtsblock einte. Zum L’Ulivo-Bündnis gehörten auch die sogenannten Comitati Prodi („Prodi-Komitees“) von nicht parteigebundenen Anhängern Prodis. Sie fusionierten 1999 mit drei Kleinparteien und einem Netzwerk von L’Ulivo nahestehenden Bürgermeistern (darunter Rutelli als damaliger Bürgermeister von Rom) zur Partei I Democratici. Diese wollte erklärtermaßen eine italienische Version der Demokratischen Partei der USA sein, erlangte aber bei Weitem nicht deren Bedeutung (7,7 % bei der Europawahl 1999).

## La Margherita als Wahlbündnis
Ab 1998 traten bei mehreren Regionalwahlen gemeinsame Listen von PPI und weiteren bürgerlichen, christlichen und sozialliberalen Gruppierungen an. Bei der Regionalwahl in Trentino-Südtirol hieß diese Liste in der Provinz Trient Lista Civica della Margherita („Bürgerliste der Margerite“). Sie gewann die Wahl mit 22 % der Stimmen und Lorenzo Dellai wurde Landeshauptmann des Trentino. Nach diesem Vorbild wurde zwei Jahre später La Margherita als Name eines Wahlbündnisses für ganz Italien gewählt. Dieses bestand aus PPI, I Democratici, der liberalen Reformpartei Rinnovamento Italiano des Finanzexperten und ehemaligen Übergangspremiers Lamberto Dini und UDEUR, eine der vielen aus dem Zerfall der Christdemokratie entstandenen Splitterparteien. Als Spitzenkandidat wurde Francesco Rutelli aufgestellt, der anschließend vom L’Ulivo-Bündnis als Ministerpräsidenten-Kandidat des gesamten Mitte-links-Lagers benannt wurde.
Die Margherita-Liste, die sich bei ihrer Gründung einen Wähleranteil von 20 Prozent ausgerechnet hatte, kam bei der Parlamentswahl nur auf 14,5 % der Stimmen und 80 der 630 Sitze im Abgeordnetenhaus. Insgesamt unterlag der L’Ulivo-Block der Mitte-rechts-Allianz Berlusconis und musste in die Opposition gehen.

## La Margherita als Partei
Drei der vier Parteien des Margherita-Bündnisses – I Democratici, PPI und RI – beschlossen im Dezember 2001, zu einer einheitlichen Partei zu fusionieren. Diese Fusion wurde auf dem Gründungsparteitag vom 22. bis 24. März 2002 in Parma vollzogen. Francesco Rutelli wurde zum Vorsitzenden gewählt. Die UDEUR behielt dagegen ihre Eigenständigkeit. Ab 2003 gab La Margherita die Parteizeitung Europa heraus.
Zur Europawahl 2004 traten die Kandidaten der Margherita auf der gemeinsamen Mitte-links-Liste Uniti nell’Ulivo mit Democratici di Sinistra (DS), Socialisti Democratici Italiani (SDI) und Movimento Repubblicani Europei (MRE) an. Bis zu dieser Wahl hatten die Europaparlamentarier der Margherita, die 1999 für deren jeweilige Vorgängerparteien gewählt worden waren, noch zu zwei verschiedenen Fraktionen im Europaparlament gehört: die sechs Abgeordneten der Democratici gehörten zur Liberalen Fraktion, die fünf der PPI und RI zur christdemokratischen EVP-ED. Im Vorfeld der Europawahl initiierte La Margherita gemeinsam mit der französischen UDF von François Bayrou die Europäische Demokratische Partei (EDP) als Zusammenschluss pro-europäischer Parteien der politischen Mitte, die sich weder ausdrücklich als Liberale, noch als Christ- oder Sozialdemokraten, sondern als „Zentristen“ verstanden. Sie monierten, dass sich die christdemokratische EVP zu stark für konservative Rechte geöffnet und zu weit vom Ideal eines föderalen Europas entfernt habe. Die EDP hingegen positionierte sich ausgesprochen pro-europäisch und gesellschaftspolitisch progressiv. Nach der Europawahl bildeten die Parlamentarier der EDP (darunter alle sieben Margherita-Vertreter) eine Fraktionsgemeinschaft mit den Liberalen unter dem Namen Allianz der Liberalen und Demokraten für Europa (ALDE).
Auch zur Parlamentswahl 2006 stellte La Margherita keine eigene Liste auf, sondern bildete zusammen mit den Linksdemokraten (DS) und MRE eine gemeinsame L’Ulivo-Liste. Diese wiederum war Teil des erweiterten Mitte-links-Bündnisses L’Unione, das die Wahl knapp gewann. Seit dem 17. Mai 2006 bis zu ihrer Auflösung im Oktober 2007 war die Partei an der Regierung unter Ministerpräsident Romano Prodi beteiligt. In seinem Kabinett stellte La Margherita vier Minister mit eigenem Ministerium (Bildung, Verteidigung, Kultur und Kommunikation) und zwei ohne Ministerium (Familie sowie regionale und lokale Angelegenheiten).
Auf ihrem 2. Parteitag im April 2007 beschloss die Partei ihre Fusion mit den Linksdemokraten sowie kleineren Parteien der linken Mitte zur Partito Democratico (PD). Deren 45-köpfigen Gründungskomitee gehörten 15 Mitglieder der Margherita an. Die Fusion erfolgte am 14. Oktober 2007. Bei der offenen Urwahl des ersten PD-Vorsitzenden an diesem Tag traten zwei Margherita-Mitglieder an, Rosy Bindi und Enrico Letta, die aber beide deutlich dem Linksdemokraten Walter Veltroni unterlagen. Dieser hatte den Margherita-Politiker Dario Franceschini als „Running Mate“, der anschließend Vizevorsitzender der neuen Partei wurde.
Vereinsrechtlich war La Margherita damit nicht aufgelöst, sie trat aber nicht mehr als politische Kraft in Erscheinung. Anfang 2012 wurden Untreue-Vorwürfe gegen den früheren Margherita-Schatzmeister Luigi Lusi bekannt, der öffentliche Gelder aus der Wahlkampfkostenerstattung zweckentfremdet hatte. Aufgrund von Rückforderungsansprüchen des Staates gegen die Partei beschloss die Bundesversammlung von La Margherita im Juni 2012 ihre endgültige Auflösung und Liquidation ihres Vermögens. 5 Millionen Euro wurden an den Staat zurückgezahlt.

## Mitglieder
- Enzo Bianco, Innenminister
- Massimo Cacciari, Bürgermeister von Venedig
- Paolo De Castro, Landwirtschaftsminister
- Lorenzo Dellai, Landeshauptmann des Trentino
- Ciriaco De Mita, vormaliger Ministerpräsident, Mitglied des Europäischen Parlaments
- Lamberto Dini, vormaliger Ministerpräsident, Außenminister
- Dario Franceschini, Minister für Kulturgüter und Tourismus
- Paolo Gentiloni, Kommunikationsminister, später Ministerpräsident
- Enrico Letta, Industrie- und Handelsminister, später Ministerpräsident
- Franco Marini, Präsident des Senats
- Sergio Mattarella, Verteidigungsminister, später Staatspräsident
- Arturo Parisi, Verteidigungsminister
- Matteo Renzi, Präsident der Provinz Florenz, später Ministerpräsident
- Gianni Rivera, ehemaliger Fußballspieler, Mitglied des Europäischen Parlaments
- Rosa Russo Iervolino, Bürgermeisterin von Neapel
- Francesco Rutelli, Parteivorsitzender, Bürgermeister von Rom, Kulturminister, stellvertretender Ministerpräsident